# Adela Xenopol
Adela Xenopol (1861–1939) est une autrice roumaine, partiellement d'expression française, et qu'on peut qualifier de féministe. Elle a publié aussi bien des livres que des articles en faveur des droits des femmes, et a fondé plusieurs magazines.

## Biographie
Adela Xenopol est née en 1861, à Iași, dans une famille d'intellectuels de premier plan avec à sa tête Dimitrie Xenopol, son père. Son frère était Alexandru Dimitrie Xenopol. Adela Xenopol fut éduquée à Paris au Collège de France et elle fut une des premières femmes à assister à des cours à la Sorbonne,.
Une fois ses études achevées, elle retourna à Iași et publia son premier texte, Chestiunea  femeilor [La question de la femme] dans Femeia  Română [La femme roumaine] en janvier 1879. L'article abordait des thèmes libéraux et féministes, plaidait pour l'élimination des contraintes légales et morales qui opprimaient les droits des femmes et les subordonnaient aux hommes. Elle publia aussi des textes lyriques dans le journal de Suceava Revista politică [Revue politique]. Elle fonda le mensuel Dochia, dédié aux droits des femmes, à Bucarest en 1896 et en devint la rédactrice en chef. Xenopol sollicita pour des articles des figures de la vie culturelle comme Maria Cunțan, Smaranda Gheorghiu, Cornelia Kernbach, Cincinat Pavelescu, Elena Sevastos, Vasile Urechia, entre autres, pour susciter le débat sur la place de la femme dans la société. Elle promouvait l'émancipation dans les domaines intellectuel, légal, économique et politique. Elle a ensuite, en 1905-1906, été rédactrice en chef de Românca [La Roumaine] à Bucarest, puis de Viitorul româncelor [Le futur des Roumaines] entre 1912 et 1916.
En 1914, elle mena un groupe de femmes qui présenta une pétition au Parlement roumain en faveur du droit de vote des intellectuelles. Conscientes de l'opposition probable des politiciens qui pensaient les femmes peu préparées, ces femmes avaient limité par avance leur demande aux intellectuelles pour lesquelles elles demandaient le droit de vote et de se présenter aux élections locales. En partie à cause de l'inquiétude due au début de la Première Guerre mondiale, cette pétition ne fut pas prise au sérieux,. Bien qu'elle soutînt la participation de la Roumanie à la guerre en tant que nationaliste, elle tendait plutôt vers le pacifisme et durant la guerre elle s'exprima contre toute conquête et en faveur des droits égaux pour tous les citoyens, qui devaient conduire à la paix.
En 1925, Adela Xenopol fonda la Société des écrivaines roumaines, dont l'objet était d'encourager les femmes à publier leurs œuvres. L'année suivante, elle fonda le journal de la société, Revista scriitoarei [La revue des écrivaines] et fut sa rédactrice en chef jusqu'en 1928. Le journal publia des portraits de féministes importantes, comme Maria Baiulescu, Alexandrina Cantacuzino, Elena Văcărescu et des œuvres de figures littéraires masculines comme féminines. Parmi les femmes qui écrivirent pour le journal on peut citer Constanța Hodoș, Mărgărita Miller-Verghy, Sofia Nădejde, Hortensia Papadat-Bengescu, et Izabela Sadoveanu-Evan, entre autres.
Adela Xenopol est décédée le 10 mai 1939. Les mouvements féministes et démocrates roumains perdaient avec elle une de leurs figures de proue.

## Liste des œuvres
- Versuri şi istorisiri [Poèmes et histoires], Jassy, 1888 ;
- Între sfînţi. Comedie într'un act [Entre saints. Comédie en un acte], Jassy, 1902 ;
- Spre lumină [Vers la lumière], Bucarest, 1903 ;
- Comédies. Tableaux de la vie roumaine, Paris, 1910, avec les nouvelles : Un conflit céleste, Aux Eaux, La Boîte aux Lettres, Le Poète, Entre Artistes, Le Revenant, La Fille aux Mains d'Ouate, Le Trésor, Bois, pourquoi te Balancer?, Romance, et Paroles et Musique ;
- Éducation et religion. Essai sur l'origine du Christianisme, Genève, 1910 ;
- Pe urma războiului [Après la guerre], roman, 1913 ;
- Uragan [Ouragan], roman historique, 1922 ;
- Prin Cetatea Carpaților [Par la forteresse des Carpathes], Bucarest, 1928.